# Грибоносово
Грибоносово (укр. Грибоносове) — село в Доманёвском районе Николаевской области Украины.
Население по переписи 2001 года составляло 73 человека. Почтовый индекс — 56465. Телефонный код — 5152. Занимает площадь 0,498 км².

## Местный совет
56465, Николаевская обл., Доманёвский р-н, с. Александровка, ул. Мира, 36